# Теорема двоїстості Фенхеля
Теорема двоїстості Фенхеля — це результат теорії опуклих функцій, що носить ім'я німецького математика Вернера Фенхеля .
Нехай ƒ — власна опукла функція на {\displaystyle \mathbb {R} ^{n}}, а g — власна увігнута функція на {\displaystyle \mathbb {R} ^{n}}. Тоді, якщо задоволені умови регулярності,
{\displaystyle \inf _{x}(f(x)-g(x))=\sup _{p}(g_{\star }(p)-f^{\star }(p)).}
де {\displaystyle f^{\star }} є опуклим спряженням функції ƒ (яке називають перетворенням Фенхеля — Лежандра), а {\displaystyle g_{\star }} — увігнутим спряженням функції g. Тобто,
{\displaystyle f^{\star }\left(x^{*}\right):=\sup \left\{\left.\left\langle x^{*},x\right\rangle -f\left(x\right)\right|x\in \mathbb {R} ^{n}\right\}}
{\displaystyle g_{\star }\left(x^{*}\right):=\inf \left\{\left.\left\langle x^{*},x\right\rangle -g\left(x\right)\right|x\in \mathbb {R} ^{n}\right\}}

## Математична теорема
Нехай X і Y — банахові простори, {\displaystyle f:X\to \mathbb {R} \cup \{+\infty \}} і {\displaystyle g:Y\to \mathbb {R} \cup \{+\infty \}} — опуклі функції, а {\displaystyle A:X\to Y} — обмежене лінійне відображення. Тоді задачі Фенхеля
{\displaystyle p^{*}=\inf _{x\in X}\{f(x)+g(Ax)\}}
{\displaystyle d^{*}=\sup _{y^{*}\in Y^{*}}\{-f^{*}(A^{*}y^{*})-g^{*}(-y^{*})\}}
задовольняють слабкій двоїстості, тобто {\displaystyle p^{*}\geqslant d^{*}} . Зауважимо, що {\displaystyle f^{\star },g^{\star }} є опуклими спряженнями функцій f і g відповідно, а {\displaystyle A^{*}} є спряженим оператором. Функцію збурень для цієї двоїстої задачі задає формула {\displaystyle F(x,y)=f(x)+g(Ax-y)} .
Припустимо, що f, g і A задовольняє або
1. f і g напівнеперервні знизу і {\displaystyle 0\in \operatorname {core} (\operatorname {dom} g-A\operatorname {dom} f)}, де {\displaystyle \operatorname {core} } — алгебрична внутрішність[en] , а {\displaystyle \operatorname {dom} h} де h — деяка функція, є множиною {\displaystyle \{z:h(z)<+\infty \}}, або
2. {\displaystyle A\operatorname {dom} f\cap \operatorname {cont} g\neq \emptyset }, де {\displaystyle \operatorname {cont} } — це точки, де функція неперервна.

Тоді має місце сильна двоїстість, тобто {\displaystyle p^{*}=d^{*}}. Якщо {\displaystyle d^{*}\in \mathbb {R} }, то супремум досягається.

## Одновимірна ілюстрація

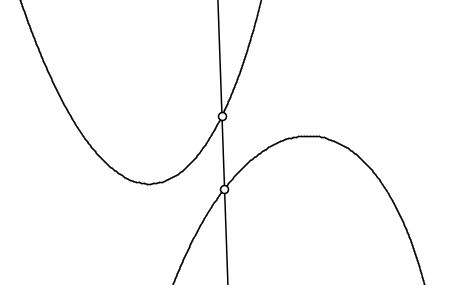

На малюнку ілюструється задача мінімізації в лівій частині рівності. Шукається значення змінної x, такої, що вертикальна відстань між опуклою і увігнутою кривою в точці x настільки мала, наскільки можливо. Положення вертикальної прямої на малюнку (приблизно) оптимальне.

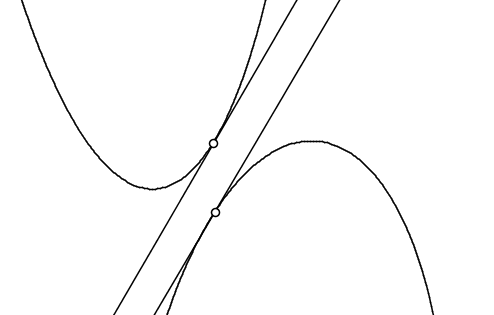

Наступний малюнок ілюструє задачу максимізації у правій частині рівності. Дотичні, проведені до кожної кривої, мають однаковий нахил p. Задача полягає в уточненні значення p так, щоб дві дотичні були якнайдалі одна від одної (точніше так, щоб точки перетину їх із віссю y були якнайдалі одна від одної). Механічно, можна уявити дотичні як металеві стрижні, з'єднані вертикальними пружинами, які їх розштовхують, а параболи обмежують положення стрижнів.
Теорема Фенхеля стверджує, що ці дві задачі мають один і той самий розв'язок. Точки, що мають мінімальне вертикальне розділення, також є точками дотику для максимально розсунутих паралельних дотичних.